# Charlotte Mutsaers
Charlotte Jacoba Maria Mutsaers (Utrecht, 2 november 1942) is een Nederlands schrijfster, essayiste en beeldend kunstenares.

## Leven en werk
Mutsaers werd geboren als dochter van Mies Lely en de kunsthistoricus Barend Mutsaers, die werkzaam was aan de Universiteit Utrecht. Haar overgrootvader was de ingenieur en minister Cornelis Lely.
Na haar gymnasiumopleiding aan het Stedelijk gymnasium in Utrecht ging ze Nederlands studeren aan de Universiteit van Amsterdam, waarna ze docente Nederlands werd in het hoger beroepsonderwijs. Ondertussen doorliep ze de avondopleiding tekenen en schilderen aan het Instituut voor Kunstnijverheidsonderwijs, sinds 1968 Gerrit Rietveld Academie geheten. Kort na haar eindexamen in schilderen en vrije grafiek werd ze daar als docente schilderen benoemd. Ze heeft op deze academie meer dan tien jaar les gegeven.
In 2012 werd Mutsaers benoemd tot buitenlands erelid van de KANTL ( Koninklijke Academie voor Nederlandse Taal en Letteren te Gent). In 2014 werd ze benoemd tot lid van de in dat jaar door de KNAW opgerichte Akademie van Kunsten.
Voordat Mutsaers zich aan het schrijven ging wijden was zij beeldend kunstenaar. Ze maakte schilderijen en grafiek, maar heeft ook postzegels en affiches ontworpen, illustraties gemaakt voor de Boekenbijlage van Vrij Nederland en talloze boeken van een omslag voorzien. Haar schilderijen werden onder meer geëxposeerd bij Galerie Piet Clement (Amsterdam), in het Frans Hals Museum te Haarlem, het Gemeentemuseum van Arnhem, de Nieuwe Kerk te Amsterdam en het Museum de Beyerd te Breda. In 1985 kreeg ze een grote overzichtstentoonstelling in het Gemeentemuseum van Arnhem en in 2008 in de Venetiaanse Gaanderijen van Oostende. Ook op de tentoonstelling Paraat met pen en penseel in het Nederlands Letterkundig Museum in Den Haag in 2010 werd Mutsaers' dubbeltalent uitgebreid belicht.
Rond haar veertigste begon Mutsaers, die op het gymnasium deel had uitgemaakt van de redactie van de schoolkrant Apoforèta, met schrijven. Haar eerste publicatie was Het circus van de geest (1983), een bundel emblemata die werd uitgegeven door Uitgeverij Meulenhoff, die vervolgens tien boeken van haar uitgaf en die ze trouw is gebleven totdat de moeilijkheden die daar ontstonden haar noopten om over te stappen naar De Bezige Bij. Met haar literaire werk tracht zij naar eigen zeggen een stem te geven aan 'outsiders, eenzaten en dieren'.
In 1983 was ze te gast bij de eerste uitzending van Hier is... Adriaan van Dis. Op 7 juni 1992 trad zij op in het VPRO-programma Zomergasten. Op 2 april 2010 heeft de NPS de documentaire De wereld van Charlotte Mutsaers uitgezonden, een film van Suzanne Raes.
In 2012 verliet zij uitgeverij De Bezige Bij voor Das Mag. Bij die uitgever verscheen in 2017 haar roman Harnas van Hansaplast. In een interview in Volkskrant Magazine vertelde Mutsaers dat zij in het huis van haar overleden broer - inspiratiebron voor het boek - een grote verzameling porno had gevonden, waaronder kinderporno. Over haar bewering dat ze die aan een handelaar had verkocht, ontstond onrust, maar volgens Mutsaers is het boek fictie en is het niet haar taak om aan te geven wat wel en niet gebeurd is: "Een primitieve geest zou dat liegen noemen. Ik noem het trouw aan het boek".
In 2019 verliet zij Das Mag voor uitgeverij Prometheus omdat Das Mag bij nader inzien 'te eenstemmig' voor haar was.

### Personalia
Mutsaers was gehuwd met de neerlandicus Jan Fontijn (1936-2022), auteur en biograaf van zowel Frederik van Eeden als Jacob Israël de Haan. Met hem woonde ze afwisselend in Amsterdam, Oostende en Frankrijk. Na zijn dood in 2022 heeft ze afscheid genomen van het huis in Frankrijk.

### Varia
- Zowel bij de Tweede Kamerverkiezingen van 2006 als die van 2017 behoorde ze tot de bekende Nederlanders op de kandidatenlijst voor de Partij voor de Dieren.
- In 1994 werd er een planetoïde naar Mutsaers vernoemd, die zich bevindt in de planetoïdengordel tussen Mars en Jupiter: de 12368 Mutsaers.

### Secundaire bibliografie
- 1995 (April)- BBZZLLETIN 225: special over Charlotte Mutsaers met essays van o.a. Jacq Vogelaar, Marc Reugebrink, Nicolaas Matsier en Josje Kraamer.
- 2008 - Fik & snik. Over Charlotte Mutsaers, schilderes en schrijfster (ISBN 9029067527)
- 2008- Special van Vrij Nederland 19 januari: Profiel van Charlotte Mutsaers.
- 2006 - Sabrina Sereni: Doelgerichte grilligheid. Een discourstheoretische lectuur van het werk van Charlotte Mutsaers (proefschrift, Luik 2006)
- 2010 - Paraat met Pen en penseel, samengesteld door Daan Cartens. Schrijversprentenboek nummer 55 van het Letterkundig Museum en tevens catalogus van haar schilderijen. (De Bezige Bij, ISBN 9789023441281)
- 2012 Niels Cornelissen: Armando, Brakman, Mutsaers. Over filosofie en literatuur (proefschrift Leiden uitgegeven bij Klement).
- 2018 Barbara Fraipont: Humaniteit uw naam is dier. Zoöpoëticale en -politieke configuraties in het werk van Charlotte Mutsaers (proefschrift Université de Louvain)

### Prijzen, lidmaatschappen en nominaties
- 1992 - Jan Greshoffprijs voor Kersebloed
- 2000 - Constantijn Huygensprijs voor haar gehele oeuvre
- 2000 - Jacobus van Looyprijs voor haar gehele oeuvre
- 2000 - Busken Huetprijs voor Zeepijn
- 2010 - P.C. Hooft-prijs
- 2012 - Benoemd tot buitenlands erelid van de Koninklijke Vlaamse Academie voor Letterkunde.
- 2014 - Benoemd tot lid van de Akademie van Kunsten (onderdeel van de Koninklijke Nederlandse Akademie van Wetenschappen).
- 2020 - Luc Bucquoye prijs van de Vrije Universiteit Brussel voor haar gehele oeuvre

- Zeepijn werd genomineerd voor De Gouden Uil Literatuurprijs.
- Paardenjam werd genomineerd voor de AKO Literatuurprijs.
- Koetsier Herfst werd genomineerd voor de Libris Literatuur Prijs.
- Harnas van Hansaplast stond op de longlist van de Libris Literatuurprijs 2018.